# Naked Cowboy

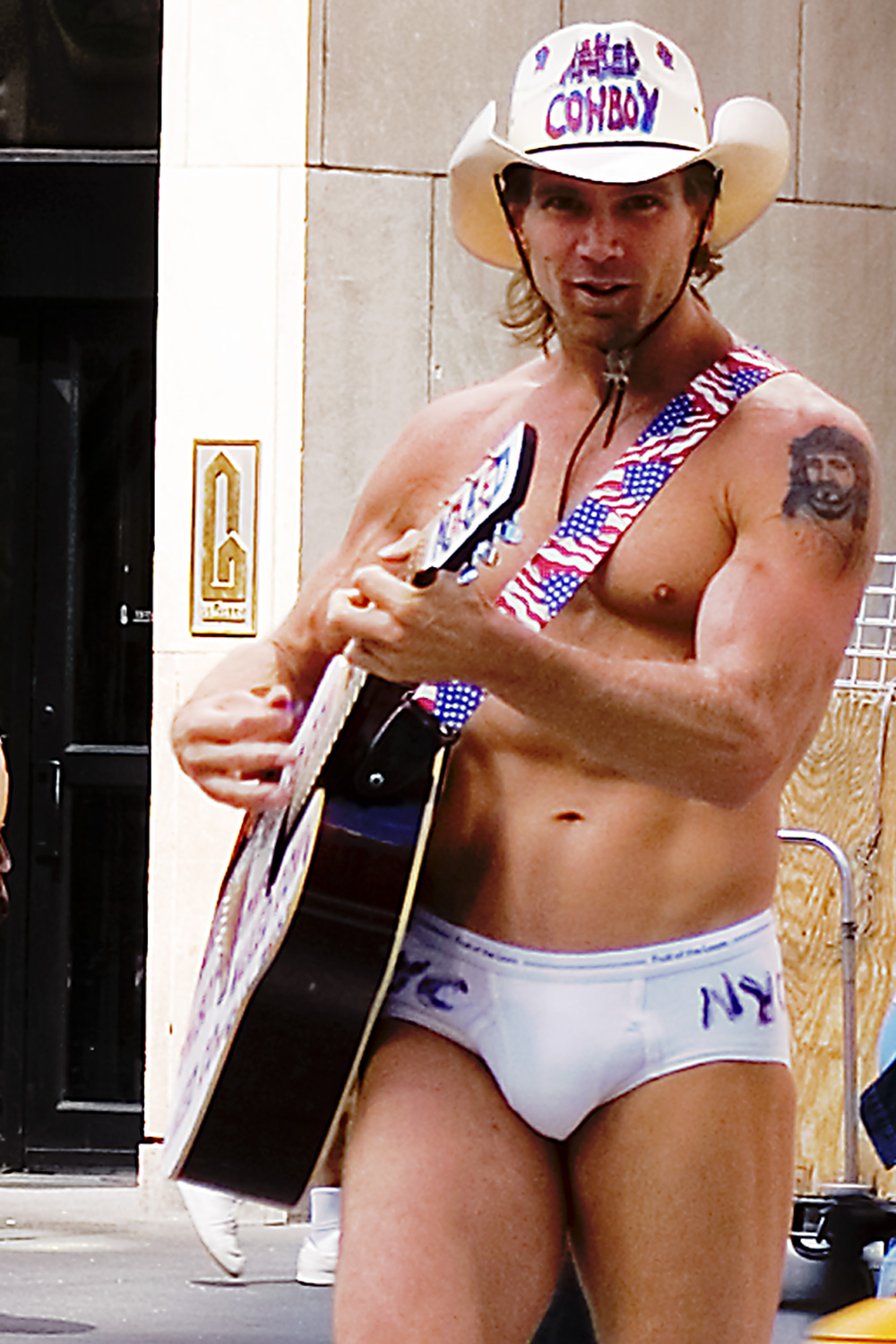
Der Naked Cowboy im Jahr 2006.

Der Naked Cowboy (dt. „der nackte Cowboy“; bürgerlicher Name Robert John Burck, geboren am 23. Dezember 1970 in Cincinnati) ist ein US-amerikanischer Straßenmusiker, der seit 1998 fast täglich auf dem Times Square in New York City seine Lieder vorträgt und dort zu einer bekannten Touristenattraktion avanciert ist, allerdings weniger ob seiner Sangeskünste als wegen seiner auffälligen Kostümierung: sommers wie winters trägt er außer einem weißen Cowboyhut und dazu passenden Cowboystiefeln nur eine ebenfalls blütenweiße Unterhose (tritt also entgegen seinem Namen nicht splitterfasernackt auf, gaukelt dies für Fotografen aber durch die strategische Positionierung seiner Gitarre in Lendenhöhe routiniert vor). 

## Werdegang
Die ersten Auftritte auf der Straße hatte Burck im Jahr 1998 in Los Angeles am Strand von Venice Beach. Nachdem die Erfolge ausblieben, beschloss Burck, nach Anraten eines Freundes, nur noch in Unterwäsche aufzutreten und seinen Körper, den er durch Bodybuilding formt, zu seinem Markenzeichen zu machen. Seit 1998 tritt er in New York auf.
Im Jahr 2000 hatte Burck seinen ersten Fernsehauftritt in der eher konservativen Talkshow Moral Court. Burck nahm mit mäßigem Erfolg an den Castingshows American Idol, Australian Idol und Star Search teil. Er schied regelmäßig in der ersten Runde aus. Am 29. Mai 2002 war er auch im deutschen Fernsehen, bei tv total, zu sehen.
In den folgenden Jahren konnte Burck seinen Bekanntheitsgrad in den Staaten durch Kurzauftritte in verschiedenen Fernsehformaten wie Gameshows, Werbespots, Talkshows oder Musikvideos steigern.
Neben seinen Auftritten in New York trat Burck bei verschiedenen großen Festivals wie Mardi Gras in New Orleans oder an Feiertagen wie dem Labor Day in Cincinnati auf.
Bis heute tritt Burck vorrangig in den Sommermonaten, aber auch im Winter und bei Schneefall regelmäßig am Times Square auf. Er verlangt pro Foto zwei Dollar und sorgt durch einen Mitarbeiter, der im schwarzen Anzug auftritt, für eine ordnungsgemäße Bezahlung seiner Dienstleistungen. Auf diese Weise verdient Burck bis zu 1000 Dollar pro Tag. In den Wintermonaten tritt Burck unregelmäßig in Venice Beach oder Santa Monica auf. Ferner ist Burck auf der Bike Week (März) und Biketoberfest (Oktober), beides in Daytona (Florida), auch mit Partnerin anzutreffen.
Sein Künstlername sowie sein Outfit sind markenrechtlich geschützt. Über sich selbst sagt Burck: Personal Branding, darum geht es doch heute. Hauptsache, du bist bekannt, dann kannst du jeden Mist verkaufen und Millionen machen.

## Rechtsstreit mit der Firma Mars
Für Schlagzeilen, auch im deutschsprachigen Raum, sorgte Burck 2008 wegen eines Rechtsstreits mit Mars Incorporated. Mars brachte ein Bild eines Schokoladenstückes mit Cowboyhut und Stiefel auf dem Times Square über dem Marriott-Hotel an.
Burck sah darin seine Markenrechte verletzt und klagte auf 100 Millionen Dollar Entschädigung. Das Gericht wies die Ansprüche von Burck weitgehend zurück, verpflichtete jedoch Mars die Darstellung zu entfernen. Mars forderte, die markenrechtlichen Ansprüche Burcks als nichtig zu erklären, auch dieses Begehren wurde abgelehnt.

## Politische Aktivitäten
Am 22. Juli 2009 gab Burck bekannt, sich für das Amt des Bürgermeisters in New York City zu bewerben. Er sagte dazu in einer Pressekonferenz: „Keiner weiß mehr, wie man aus weniger mehr macht als ich selbst und diese Art des Denkens möchte ich mit den New Yorker Bürgern teilen, sollten sie mich wählen“. Mit diesem Plan wollte er sich gegen den amtierenden Bürgermeister Michael Bloomberg durchsetzen. Vor der Wahl am 3. November 2009 zog er seine Kandidatur aber zurück.
Des Weiteren kandidierte Burck für die Präsidentschaftswahl 2012. Bei der Bekanntgabe beschrieb er seine politische Richtung als konservativ und kündigte an, diesmal ernsthafter an diese Wahl heranzugehen. Er beschrieb sich als entschiedener Trump-Fan und nahm 2021 teil am Protest gegen die Bestätigung der Wahl von Joe Biden.

## Naked Cowgirl, Naked Indian
Am 14. Februar 2013 heiratete er die 25-jährige Bauchtänzerin Patricia Cruz aus Mexiko-Stadt, die auch als Naked Cowgirl bezeichnet wurde. Burck riet 2012 Naked Indian Adam David, der in rotem Slip, braunen Stiefeln, blauem Federschmuck und Gitarre auftrat, Franchisenehmer von Naked Cowboy Enterprises zu werden.